# Knut Reiersrud

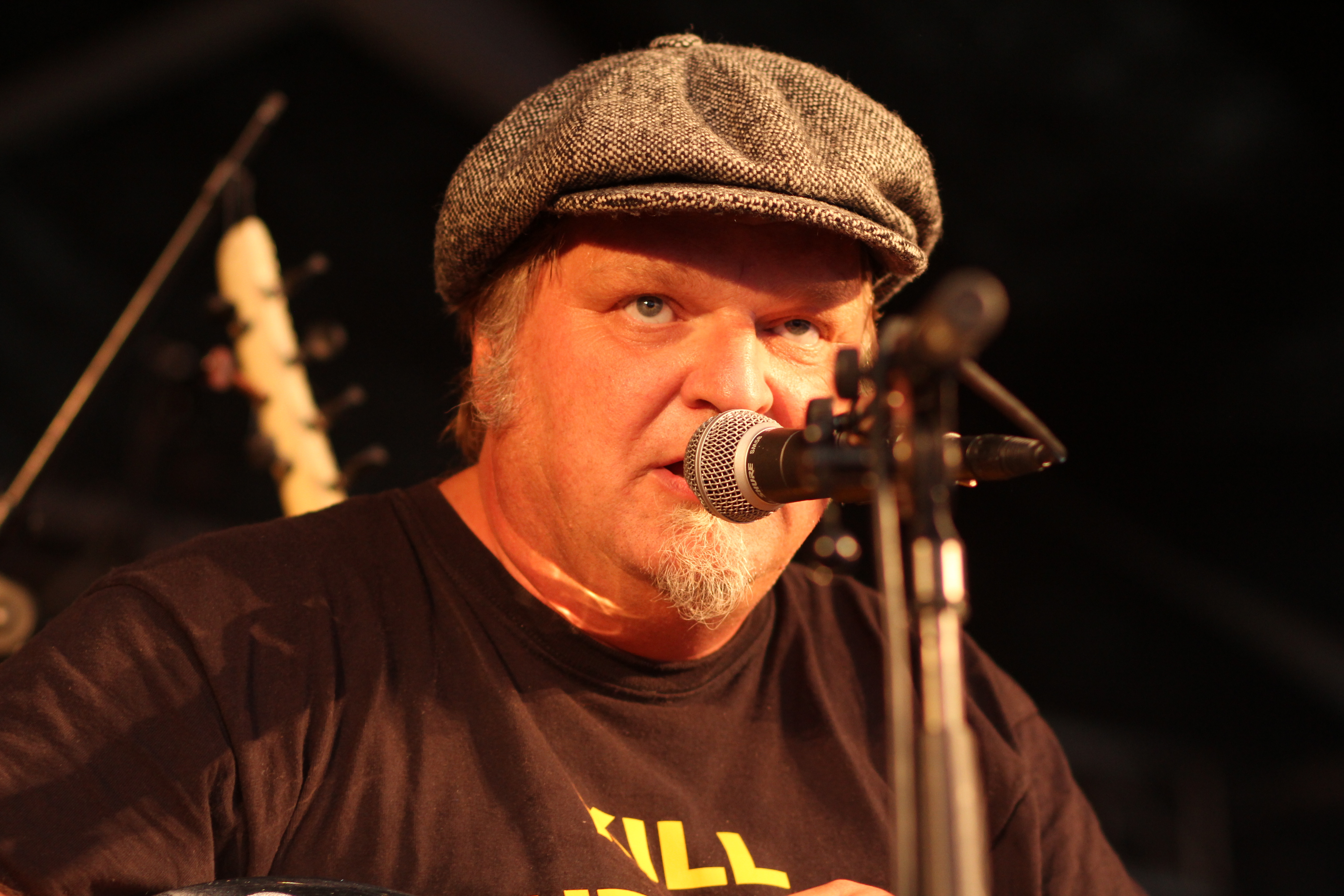
Knut Reiersrud, Notodden bluesfestival 2013 Norwegen

Knut Reiersrud (* 12. Februar 1961 in Oslo) ist ein norwegischer Blues-Gitarrist und -Sänger. In seiner Musik verwendet er Elemente traditioneller norwegischer Musik und afrikanischer Rhythmen.
Musikkritiker schätzen vor allem seine Zusammenarbeit mit dem norwegischen Organisten Iver Kleive. Seit 2015 tritt er als Sideman der norwegischen Sängerin Solveig Slettahjell auf. In seiner Knut Reiersrud Band spielt er mit Drummer Andreas Bye, Gitarrist Bjørn Holm, Keyboarder David Wallumrød und Bassist Nikolai Hængsle Eilertsen. Als Mitglied der Bands 4G, Heavy Gentlemen, Sharqant und The Funky Homosapiens hat er außerdem jeweils an einem Album mitgewirkt.
Neben der Gitarre beherrscht Reiersrud folgende Musikinstrumente:
Mundharmonika, Mandoline, Hardingfele und das Lauteninstrument Oud.

## Diskographie
- 1991 – Blå koral (Kirkelig Kulturverksted)
- 1993 – Tramp (Kirkelig Kulturverksted)
- 1995 – Klapp (Kirkelig Kulturverksted)
- 1998 – Soul of a Man (Kirkelig Kulturverksted)
- 1999 – Sub (Kirkelig Kulturverksted)
- 2001 – Sweet Showers of Rain (Kirkelig Kulturverksted)
- 2004 – Pretty Ugly (Kirkelig Kulturverksted)
- 2006 – Nåde Over Nåde (mit Iver Kleive)
- 2008 – Knut Reiersrud Band: Voodoo Without Killing Chicken (Kirkelig Kulturverksted)
- 2009 – Gitar (Jazzland Recordings)
- 2011 – One Drop Is Plenty (mit Mighty Sam McClain) (Valley Entertainment)
- 2012 –  Knut Reiersrud Band & Trondheimsolistene: Infinite Gratitude (Kirkelig Kulturverksted)
- 2013 – Afton Blues (Bluestown Records)
- 2013 – Som den gylne sol (mit Iver Kleive und Povl Dissing) ((Kirkelig Kulturverksted))
- 2014 – In The Country, Solveig Slettahjell, Bugge Wesseltoft, Knut Reiersrud: Jazz At Berlin Philharmonic II – Norwegian Woods (ACT Music)
- 2015 – Tears Of The World (mit Mighty Sam McClain) (ACT Music)
- 2015 – Trail Of Souls (mit Solveig Slettahjell und In The Country) (ACT Music)
- 2016 – Knut Reiersrud, Ale Möller, Eric Bibb, Aly Bain, Fraser Fifield, Tuva Syvertsen, Olle Linder: Jazz At Berlin Philharmonic VI – Celtic Roots (ACT Music)
- 2018 – Natt i desember (mit Iver Kleive) (Kirkelig Kulturverksted)
- 2018 – Knut Reiersrud Band: Heat (Jazzland Recordings)
- 2019 – Kalle Kalima & Knut Reiersrud: Flying Like Eagles (ACT Music)
- 2019 – Knut Reiersrud Band: Life – Live at Røverstaden (Jazzland Recordings)
- 2019 – Alf Cranner & Knut Reiersrud Band: Presang (Grappa Musikkforlag AS)
- 2020 – Ballads And Blues From The 20s Vol.1 (Kirkelig Kulturverksted)

## Belege
1. ↑  Album Presang, abgerufen am 11. Februar 2021

| Personendaten    | Personendaten          |
| ---------------- | ---------------------- |
| NAME             | Reiersrud, Knut        |
| KURZBESCHREIBUNG | norwegischer Gitarrist |
| GEBURTSDATUM     | 12. Februar 1961       |
| GEBURTSORT       | Oslo, Norwegen         |